# Жентрак
Жентрак (фр. Gintrac) насеље је и општина у јужној Француској у региону Миди Пирене, у департману Лот која припада префектури Фижак.
По подацима из 2011. године у општини је живело 112 становника, а густина насељености је износила 16,49 становника/km². Општина се простире на површини од 6,79 km². Налази се на средњој надморској висини од 95 метара (максималној 368 m, а минималној 119 m).

## Демографија
| 1962. | 1968. | 1975. | 1982. | 1990. | 1999. | 2011. |
| ----- | ----- | ----- | ----- | ----- | ----- | ----- |
| 79    | 85    | 70    | 88    | 89    | 85    | 112   |

График промене броја становника у току последњих година